# Lanmérin
Lanmérin település Franciaországban, Côtes-d’Armor megyében. Lakosainak száma 573 fő (2022. január 1.). Lanmérin Coatréven, Langoat, Quemperven, Rospez és Trézény községekkel határos.

## Népesség
A település népességének változása:
| Lakosok száma | 261  | 286  | 328  | 424  | 547  | 582  | 599  | 601  | 592  | 573  |
|               | 1968 | 1982 | 1990 | 2006 | 2013 | 2015 | 2017 | 2019 | 2020 | 2022 |